# Siedmiu wspaniałych
Siedmiu wspaniałych (ang. The Magnificent Seven) – amerykański western z 1960 w reżyserii Johna Sturgesa. Remake Siedmiu samurajów Akiry Kurosawy. Siedmiu kowbojów podejmuje się na pozór niewykonalnej misji – obrony meksykańskiej wioski przed bandą ściągającą haracz.

## Obsada
- Yul Brynner – Chris Adams
- Steve McQueen – Vin
- Robert Vaughn – Lee
- James Coburn – Britt

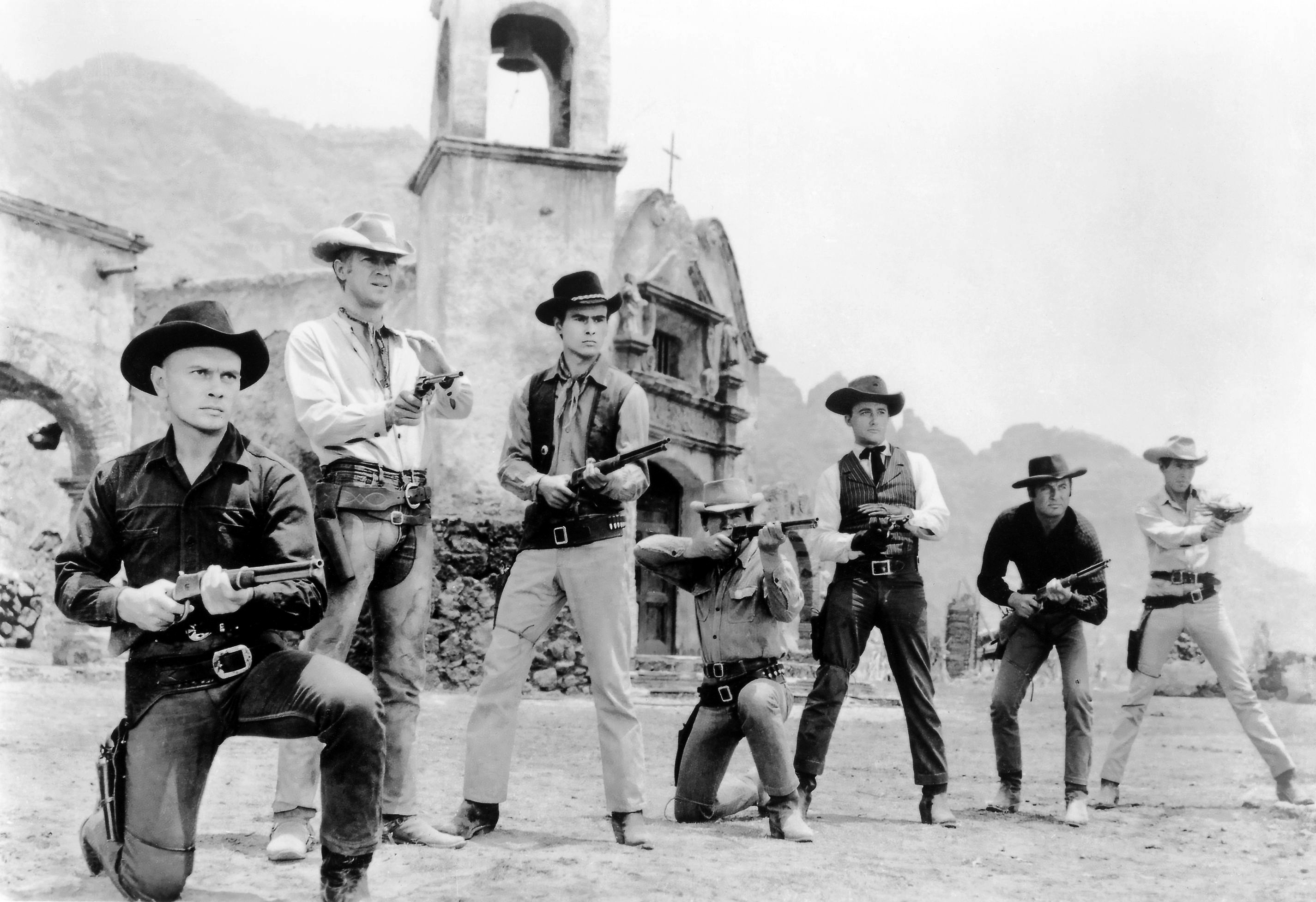
Obsada filmu Siedmiu wspaniałych

- Charles Bronson – Bernardo O’Reilly
- Brad Dexter – Harry Luck
- Horst Buchholz – Chico
- Eli Wallach – Calvera, przywódca bandytów

## Fabuła
Druga połowa XIX wieku, pogranicze Meksyku oraz Stanów Zjednoczonych. Pewna uboga wioska jest nękana przez bandę dowodzoną przez Calverę, który co rok okrada jej mieszkańców z zapasów. Chłopi mają już tego dość, więc kilku z nich idzie po radę do nestora wioski. Ten zaś radzi farmerom nabyć broń oraz nauczyć się walki z nękającymi ich bandytami. Paru ochotników idzie więc do miasta, po czym obserwuje dość niezwykłe wydarzenie: mieszkańcy miasta, rasistowsko nastawieni do czerwonoskórych, nie chcą pozwolić na to, aby pochowano na cmentarzu starego Indianina Sama. Właściciel zakładu pogrzebowego nie wie, co ma zrobić w tej sytuacji. Z pomocą przychodzą mu dwaj rewolwerowcy – spokojny i opanowany Chris Adams oraz Vin. Obaj przejeżdżają karawanem przez ulice miasta, dokonując pogrzebu Sama, a przy okazji pokonują ludzi, którzy chcą im w tym przeszkodzić. Całą sytuację obserwuje młody zawadiaka Chico oraz wysłannicy z wioski. Ci ostatni idą do Chrisa i proszą go o pomoc. Adams radzi, by zamiast zakupu broni wynajęli rewolwerowców. Sam zaś zgadza się przybyć do wioski, ale potrzebuje jeszcze pięciu innych ludzi. Pierwszy na ochotnika zgłasza się Chico, ale Chris odrzuca go, uważając chłopaka za zbyt narwanego oraz lekkomyślnego. Następny przychodzi Harry Luck, dawny przyjaciel Chrisa, który wietrzy w całej sprawie wielki interes. Nie dając sobie nic wytłumaczyć, zgłasza swoją chęć pomocy. Kolejnym członkiem kompanii zostaje Vin, pomimo tego, że dostaje właśnie intratną posadę w sklepie. Następnego dnia udaje się znaleźć kolejnych rewolwerowców. Pierwszym jest Bernardo O’Reilly, zabijaka o duszy filozofa. Kolejny to outsider Britt, który oprócz rewolweru doskonale posługuje się nożem – ten co prawda początkowo odrzuca ofertę, ale po długim namyśle przyjmuje ją. Ostatnim członkiem ekipy zostaje Lee, tajemniczy najemnik próbujący uciec od swojej przeszłości. Cała grupa wraz z wysłannikami wsi jedzie do wioski, jest jednak śledzona przez Chico, który nie chce dać za wygraną. Jego upór powoduje, że zostaje przyjęty w poczet drużyny.
Kompania siedmiu wspaniałych przybywa do wsi, gdzie zostaje radośnie powitana. Farmerzy urządzają na ich cześć wielką zabawę, ale po cichu ukrywają też wszystkie kobiety w górach bojąc się, że rewolwerowcy zechcą je zgwałcić. Chico odkrywa to, gdy przypadkiem poznaje dziewczynę z wioski imieniem Petra. Z oburzeniem oznajmia to kompanom. Nieco później trzej bandyci Calvery obserwują wieś, ale zostają zabici przez Britta i Chico. W ten sposób farmerzy zdobywają broń i są szkoleni w jej obsłudze przez siedmiu wspaniałych. Jakiś czas później Calvera i jego banda przybywają do wioski po haracz. Widząc najętych rewolwerowców próbują ich przegnać. Dochodzi wówczas do walki, w której cały gang ucieka, tracąc kilkunastu ludzi. Calvera nie zamierza jednak odpuścić, więc jego kompanii ostrzeliwują wieś wtedy, gdy jej mieszkańcy świętują swoją wygraną. Siedmiu wspaniałym z trudem udaje się ich zabić, ale wiedzą, że muszą być gotowi na kolejny atak. W tym samym czasie Chico nawiązuje znajomość z zakochaną w nim Petrą, zaś Bernardo staje się idolem trzech miejscowych chłopców. Jednocześnie wieśniacy dyskutują nad tym, czy powinni poddać się Calverze, czy też nie. Zdania na ten temat są podzielone. Wielu farmerów chce walczyć, inni zaś uważają, że należy przegnać siedmiu wspaniałych i ugłaskać bandytów. Chico w przebraniu dostaje się między ludzi Calvery i odkrywa że gang nie ma zapasów jedzenia, więc zabranie ich wiosce to dla nich ostatnia deska ratunku. Powiadamia o tym kompanów, którzy postanawiają rozprawić się z bandytami. Siedmiu wspaniałych jedzie więc do obozowiska Calvery, ale zastaje je puste. Ze złymi przeczuciami przyjaciele wracają do wsi, gdzie otaczają ich bandyci. Okazało się, że pod nieobecność rewolwerowców kilku chłopów wydało całą wioskę Calverze, który teraz oznajmia siedmiu wspaniałym, iż... pozwoli im odjechać wolno razem z zapasami jedzenia i bronią. Nie robi tego jednak ze względu na sympatię do nich – po prostu boi się, iż drużyna dzielnych rewolwerowców ma swoich przyjaciół, którzy mogliby chcieć się na nim zemścić. Siedmiu wspaniałych zostaje więc wyprowadzonych daleko poza wioskę i pozostawionych własnemu losowi. Naradzają się, co mają dalej zrobić. Ostatecznie podejmują oni decyzję, by powrócić do wioski i uratować ją z rąk Calvery. Jedynie Harry Luck oponuje przeciwko tej decyzji i odjeżdża swoją drogą.
Rankiem sześciu głównych bohaterów pojawia się w wiosce i bierze bandytów z zaskoczenia, jednak przeciwników jest znacznie więcej i szybko osiągają oni przewagę. Wówczas to Chris omal nie ginie, ale w ostatniej chwili w wiosce zjawia się Harry, który odwraca uwagę bandytów od przyjaciela, ale sam zostaje śmiertelnie postrzelony. Chris i Vinn barykadują się w jednym z domów i bronią przed atakiem przeciwników. Z pomocą przychodzą im uwięzieni przez Calverę mieszkańcy wsi – uwolnił ich Lee, który chwilę później ginie. Wszyscy mieszkańcy wsi ruszają do walki, a Calvera pada z ręki Chrisa. Potyczka zostaje zakończona zwycięstwem farmerów, ale jest też przypłacona ofiarami – oprócz Lee i Harry’ego giną w niej też Britt i Bernardo (pierwszy podczas ostrzeliwania uciekających bandytów, a drugi osłaniając miejscowych chłopców). Czterej polegli rewolwerowcy zostają godnie pochowani na terenie wsi, której mieszkańcy wracają do swoich obowiązków. Jedynie kilku z nich na czele z nestorem wioski żegna Chrisa, Vinna i Chico. Cała trójka odjeżdża mijając pracujących ludzi – wśród nich widzą zasmuconą Petrę. Chico po chwili wahania żegna przyjaciół i zawraca do wioski, by zostać w niej na stałe. Chris i Vinn z uśmiechem na twarzach obserwują to, po czym stwierdzają, że w tej walce wygrali jedynie farmerzy. Następnie obaj przyjaciele odjeżdżają ku nowym przygodom.

## Kontynuacje i nawiązania
Film doczekał się kontynuacji: Powrót siedmiu wspaniałych (1966), Kolty siedmiu wspaniałych (1969), Siedmiu wspaniałych nadjeżdża (1972) oraz remake’ów w postaci serialu z 1998 oraz filmu z 2016. Aluzje do przygód rewolwerowców widać w serialu Drużyna A w odcinkach Meksykańska jazda i Jedyny kościół w mieście.